# Meerwijck
Meerwijck is een villawijk of buurtschap bij Kropswolde in de gemeente Midden-Groningen in de provincie Groningen. De wijk bestaat vrijwel geheel uit vrijstaande woningen aan de rand van het Zuidlaardermeer. De buurt wordt, evenals de nieuwere wijk Meerwijck Zuid, gerekend tot Kropswolde, maar ligt daar eigenlijk los van. Meerwijck heeft ook eigen plaatsnaamborden. De naam van de wijk is overgenomen van de buitenplaats Meerwijk bij Midlaren aan overzijde van het meer, die in 2009 werd herbouwd als villa. Ook de Hoogezandster wijk Woldwijck dankt zijn naam aan een dergelijke buitenplaats.
Beide Meerwijck buurten bestaan uit een aantal kunstmatige schiereilanden die zijn aangelegd aan de noordoost kant van het meer. Vrijwel alle huizen liggen daardoor direct aan het water.
Direct naast de wijken ligt een recreatiegebied met dezelfde naam. In het gebied ligt een camping en een aantal jachthavens. Bij het recreatiegebied kan men per fietspont de Hunze (ter plaatse het Drentsche Diep genoemd) oversteken. Daarnaast is begin jaren tien een fietsbrug aangelegd, waardoor er ook een vaste fietsverbinding is met Noordlaren en Haren.

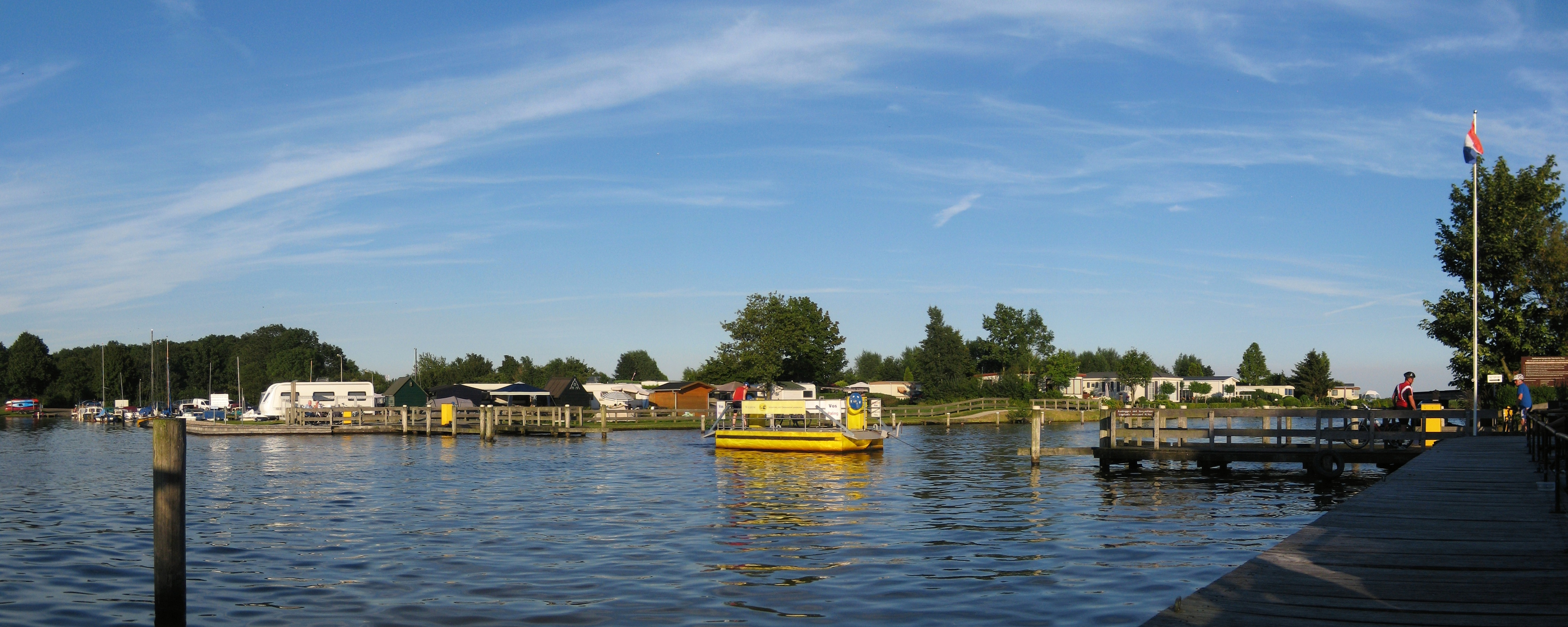
Fietspont over de Hunze bij Meerwijck (2012)

Dorpen: Borgercompagnie · Foxhol · Froombosch · Harkstede · Hellum · Hoogezand · Kiel-Windeweer · Kolham · Kropswolde · Luddeweer · Meeden · Muntendam · Noordbroek · Overschild · Sappemeer · Scharmer · Schildwolde · Siddeburen · Slochteren · Steendam · Tripscompagnie · Tjuchem · Waterhuizen · Westerbroek · Woudbloem · Zuidbroek

Buurtschappen: Achterdiep · Akkereinden · Ayngehorn · Beneden Veensloot · Blokum · Bokhörn · Borgweg · Boven Veensloot (deels) · Bovenhuizen · Bovenstreek · Buitenhuizen · Denemarken · Drukkebuurt · Duurkenakker · Eelshuis · Foxham · Foxholsterbosch · Gaarland · Gaarveen · De Hammen · Den Ham · Hamweg · Heerenlaan · Heidenschap · De Hole · Huisweeren · Jagerswijk · Kalkwijk · Kiel · Klein Harkstede (deels) · Kleinemeer · 't Klooster · Korengarst · Kostverloren · Lageland · Langewijk · Leentjer · Lula · Medumertol · Nieuwe Compagnie · Noordbroeksterhamrik · Noordbroeksterveen · Oosterweeren · Oostwold · Oude Verlaat · De Paauwen · Roeksweer · Ruiten · Schaaphok · Schildland ·  Siddebuursterveen · Spitsbergen · Stootshorn · Tusschenloegen · Tussenklappen · Uiterburen · Uitham · Veendijk · Het Veen · 't Veen · Veenhuizen · Vossenburg · Weereweg · Westeind · Wilderhof · Windeweer · Winkelhoek · Wolfsbarge · De Zanden · Zandwerf · Zuiderveen 

Wijk: Gorecht · Gouden Driehoek · Martenshoek · Meerwijck · Ruitershorn · Rengerspark · Sappemeer-Noord · De Vosholen · Woldwijck · Zuiderpark

Groningen: Steden en dorpen      Nederland: Provincies · Gemeenten